# Aeolochroma turneri
Aeolochroma turneri là một loài bướm đêm trong họ Geometridae.